# Ординат

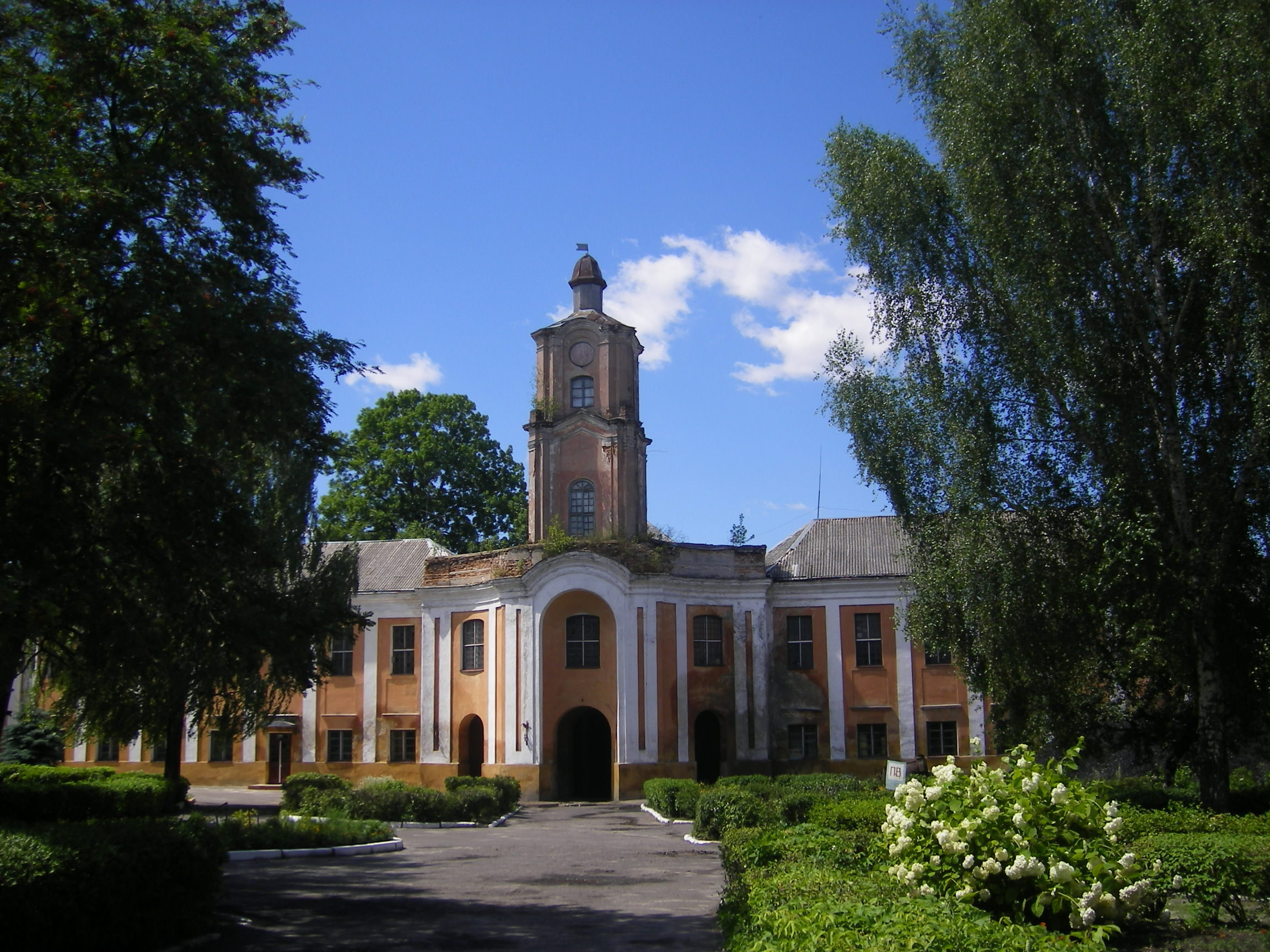
Олыкский замок на Волыни — магнатская резиденция одной из радзивилловских ординаций.

Ордина́ция (ordynacja) — принятая в Королевстве Польском и Великом княжестве Литовском форма майората, при которой земельные владения того или иного магната (т. н. ордината) после его смерти переходили к старшему сыну как неделимое и неотчуждаемое имущество. Усадьбы в составе ординации нельзя было ни продать, ни заложить (принцип фидеикомисса).
В пределах своей ординации глава семейства был полновластным хозяином и обладал чуть ли не суверенными правами, немногим уступая по степени самостоятельности князьям Священной Римской империи. На этой территории магнаты строили не только усадьбы, но и целые города (как, например, Замосць в ординации Яна Замойского).
Первая ординация была утверждена в 1470 году: семейству Ярославских передавался в вечное владение город Ярослав в Галиции. В 1579 году основаны ординации князей Радзивиллов, утверждённые королём Стефаном Баторием в 1586 году и постановлениями сеймов в 1589 и 1786 годах. В 1586 году Радзивиллы были возведены императором Священной Римской империи в княжеское достоинство как ординаты Несвижа, Олыки, Давид-Городка и Клецка.
Огромная латифундия Острожских после пресечения рода в 1620 году неоднократно переходила по наследству из рук в руки: сначала к князьям Заславским, потом — к Любомирским, а в XVIII веке оказалась во владении ещё одних Гедиминовичей — князей Сангушек.
Ординации сохранялись в Российской империи и Польше. Последние ординации были ликвидированы в 1939—1945 годах.